# Pennsylvaniai iszapteknős
A pennsylvaniai iszapteknős (Kinosternon subrubrum) a hüllők (Reptilia) osztályába, a teknősök (Testudines) rendjébe és az iszapteknősök (Kinosternidae) családjába tartozó faj.

## Előfordulása
Az Amerikai Egyesült Államok déli és keleti részén honos:  Alabama, Arkansas, Delaware,Dél-Karolina,  Florida, Georgia, Illinois, Indiana, Kentucky, Louisiana, Maryland, Mississippi, Missouri, New Jersey, New York, Észak-Karolina, Oklahoma, Pennsylvania, Tennessee, Texas, és Virginia államokban található.
Sekély, iszapos, lassú folyású vizek lakója.

## Alfajai
- Kinosternon subrubrum subrubrum
- Kinosternon subrubrum hippocrepis
- Kinosternon subrubrum steindachneri

## Megjelenésük
Testhossza 8-12,5 centiméter. Páncéljának színe a sárgától a feketéig terjed. Álla és torka sárga-szürke csíkos néhol barna foltokkal, míg végtagjai és a farka szürkés. Lába úszóhártyás.

## Életmódja
Rovarokkal, puhatestűekkel, kétéltűekkel, kisebb halakkal táplálkozik, de megeszi a dögöket is.
A víz kiszáradása esetén útra kell, vagy beássa magát az iszapba.

## Ellenségei
Tojásaira a mosómedve, míg a felnőtt egyedekre a gémek, és az aligátorok jelentenek fenyegetést. Természetes élőhelyén a kisállat-kereskedelem is veszélyt jelent a fajra.